# Interludio (álbum)
Interludio es el cuarto álbum de estudio de la banda mexicana de rock en español Coda y fue publicado en formato de disco compacto en el año de 2004.
La discográfica que se había comprometido a lanzar el disco tuvo algunos problemas con los códigos de barras, por lo que impidió la distribución del mismo, así que Salvador Aguilar, líder del grupo, decidió publicarlo de forma independiente.

## Lista de canciones
Todas las canciones fueron compuestas por Salvador «Chava» Aguilar.

| N.º   | Título                                         | Duración |  |
| 1.    | «Ya no vivo sin verte»                         | 3:14     |  |
| 2.    | «Corazón inconforme»                           | 4:03     |  |
| 3.    | «No puedo olvidarte»                           | 3:20     |  |
| 4.    | «Cero»                                         | 3:34     |  |
| 5.    | «Murmullo»                                     | 4:04     |  |
| 6.    | «Dime»                                         | 3:17     |  |
| 7.    | «Ruido en la ciudad»                           | 2:59     |  |
| 8.    | «Busco un lugar»                               | 3:52     |  |
| 9.    | «T.A.T.»                                       | 3:34     |  |
| 10.   | «Miénteme»                                     | 2:54     |  |
| 11.   | «Cybercredo»                                   | 3:47     |  |
| 12.   | «Máxima seguridad»                             | 3:49     |  |
| 13.   | «I Can't Live without You» (canción en inglés) | 3:14     |  |
| 14.   | «Mad 4 You» (canción en inglés)                | 3:20     |  |
| 46:20 |                                                |          |  |

## Créditos
- Salvador «Chava» Aguilar — voz
- Enrique Cuevas — guitarra acústica y guitarra eléctrica
- Hiram Sánchez — batería
- Jordan Pizano — bajo
- Leo Castellanos — teclados